# 哈威亞湖
44°30′S 169°17′E / 44.500°S 169.283°E

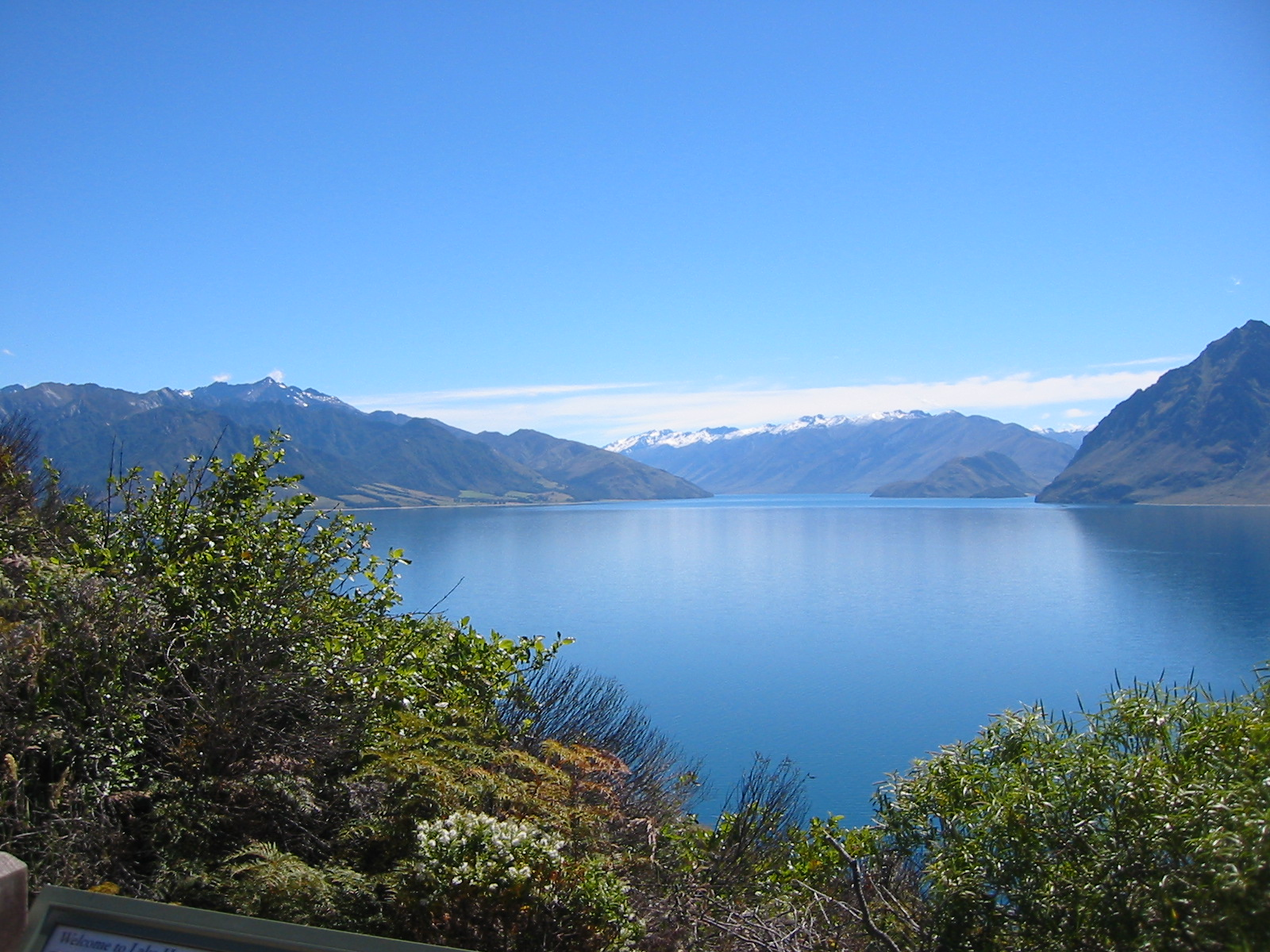

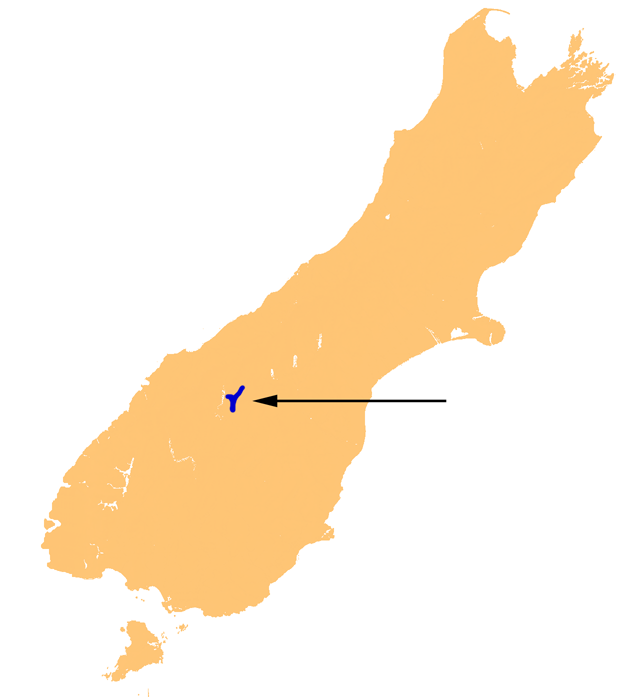

哈威亞湖是新西蘭的湖泊，位於南島中部，由奧塔哥大區負責管轄，面積141平方公里，海拔高度348米，最大水深392米，該地區是熱門的旅遊地點。